# Wasilij Askalepow
Wasilij Siemionowicz Askalepow (ros. Василий Семёнович Аскалепов, ur. 20 grudnia 1899?/1 stycznia 1900 w miejscowości Jermakowskaja w Pierwszym Okręgu Dońskim w Obwodzie Wojska Dońskiego (obecnie w rejonie tacynskim w obwodzie rostowskim), zm. 24 kwietnia 1948 w Moskwie) – radziecki generał major, Bohater Związku Radzieckiego (1944).

## Życiorys
Po ukończeniu szkoły podstawowej pracował w kopalni. Od lutego 1918 służył w Armii Czerwonej, brał udział w wojnie domowej jako żołnierz i dowódca plutonu w pułku kawalerii, walczył na Froncie Południowym, Południowo-Wschodnim i Południowo-Zachodnim oraz w składzie Sił Zbrojnych Ukrainy i Krymu. Brał udział w walkach z wojskami Denikina i Wrangla i w likwidacji oddziałów Machno na południu Ukrainy. 20 listopada 1920 został ranny. Później służył w pułku kawalerii w Północnokaukaskim Okręgu Wojskowym, biorąc udział w likwidacji zbrojnych grup w guberni stawropolskiej i obwodzie tereckim, w 1924 ukończył rostowską szkołę piechoty. W sierpniu i wrześniu 1925 i 1926 brał udział w likwidacji powstańczych grup antyradzieckich w Czeczenii, Osetii i Dagestanie, w 1927 ukończył kursy doskonalenia kadry dowódczej i do 1929 był dowódcą szwadronu w Północnokaukaskim Okręgu Wojskowym. W 1934 ukończył Akademię Wojskową im. Frunzego i został szefem sztabu pułku kawalerii w Ukraińskim Okręgu Wojskowym, później szefem wydziału sztabu 7 Korpusu Kawalerii w Kijowskim Okręgu Wojskowym (w Szepetówce), od listopada 1936 do stycznia 1937 dowodził 29 pułkiem kawalerii w Kijowskim Okręgu Wojskowym.
14 stycznia 1937 został zwolniony z armii, a 1 lipca 1937 aresztowany podczas stalinowskich czystek w armii i poddany śledztwu. 5 lipca 1939 został zwolniony z aresztu i przywrócony do służby w armii, został wykładowcą taktyki kursów doskonalenia kadry dowódczej Północnokaukaskiego Okręgu Wojskowego. W styczniu 1940 został przeniesiony do Zabajkalskiego Okręgu Wojskowego jako dowódca 118 pułku kawalerii, a od kwietnia 1941 zastępca dowódcy 152 Dywizji Piechoty. W czerwcu 1941 przeniesiono go do Kijowskiego Okręgu Wojskowego.
Od lipca 1941 uczestniczył w wojnie z Niemcami, w sierpniu 1941 został dowódcą 46 Dywizji Piechoty na Froncie Zachodnim. Walczył pod Smoleńskiem, 18 sierpnia 1941 został lekko ranny. W grudniu 1941 objął dowództwo 108 Dywizji Kawalerii, a od kwietnia do sierpnia 1942 dowodził 107 Dywizją Kawalerii sformowaną w Środkowoazjatyckim Okręgu Wojskowym. Od września do listopada 1942 dowodził 292 Dywizją Piechoty, następnie 173 Dywizją Piechoty (od marca 1943: 77 Gwardyjską Dywizją Piechoty). Walczył na Froncie Dońskim (od września 1942 do lutego 1943), Briańskim (od maja do sierpnia 1943), Centralnym (we wrześniu i październiku 1943), Białoruskim (od października 1943 do lutego 1944), 2 (od lutego do kwietnia 1944) i 1 Białoruskim (od kwietnia 1944 do maja 1945). Brał udział w bitwie pod Stalingradem, operacji orłowskiej, operacji czernihowsko-prypeckiej, kalenkowicko-mozyrskiej, brzesko-lubelskiej, warszawsko-poznańskiej i berlińskiej. Wyróżnił się w bitwie o Dniepr, podczas której 28 września 1943 podległe mu oddziały sforsowały rzekę w rejonie ripkyńskim w obwodzie czernihowskim.
Po wojnie dowodził 77 Dywizją Gwardyjską w Grupie Wojsk Radzieckich w Niemczech, a od lutego 1946 w Archangielskim Okręgu Wojskowym. Od czerwca 1946 do stycznia 1948 był dowódcą 10 Gwardyjskiej Samodzielnej Dywizji Piechoty w Archangielskim Okręgu Wojskowym w Mołotowsku (obecnie Siewierodwińsk w obwodzie archangielskim), w styczniu 1948 objął dowództwo 11 Samodzielnej Brygady Piechoty w Północnokaukaskim Okręgu Wojskowym (w Dzaudżikau, obecnie Władykaukaz). Zmarł w Moskwie i został pochowany na Cmentarzu Dońskim.

## Awanse
- major (1936)
- pułkownik (8 października 1940)
- generał major (1 marca 1943)

## Odznaczenia
- Złota Gwiazda Bohatera Związku Radzieckiego (15 stycznia 1944)
- Order Lenina (trzykrotnie, 15 stycznia 1944, 22 lutego 1945 i 6 kwietnia 1945)
- Order Czerwonego Sztandaru (trzykrotnie, 30 kwietnia 1943, 23 lipca 1943 i 3 listopada 1944)
- Order Suworowa II klasy (23 sierpnia 1944)
- Order Kutuzowa II klasy (29 maja 1945)

i medale.